# Järveküla (Viljandi)
Järveküla – wieś w Estonii, w prowincji Viljandi, w gminie Viljandi.
W latach 1991–2017 (do czasu reformy administracyjnej estońskich gmin) wieś znajdowała się w gminie Tarvastu.
Archaiczne nazwy wsi to: Jerwecke (1531), Jarwar (1583), Jerwekulla (1601), Jerrefer (1624), Jerwekül (1797). Miejscowość znajduje się nad jeziorem Võrtsjärv.